# The Nanny Diaries
The Nanny Diaries (bra: O Diário de uma Babá; prt: Diário de uma Nanny) é um filme estadunidense de 2007, do gênero comédia dramático-romântica, dirigido e roteirizado por Shari Springer Berman e Robert Pulcini, baseados no romance homônimo de Emma McLaughlin e Nicola Kraus, que satirizam a classe alta de Manhattan.

## Sinopse
Annie Braddock, uma jovem mulher proveniente da classe operária de New Jersey, luta para compreender o seu lugar no mundo. Devido a um inesperado encontro, Annie vai parar ao bairro elitista de Manhattan's Upper East Side. 

## Elenco
- Scarlett Johansson .... Annie Braddock
- Nicholas Art .... Grayer
- Laura Linney .... Sra. X / Alexsandra
- Paul Giamatti.... Sr. X
- Chris Evans .... "O bonitão de Harvard" / Hayden
- Alicia Keys .... Lynette
- Donna Murphy .... Judy Braddock
- John Henry Cox .... Dean

## Recepção
Público
O público pesquisado pelo CinemaScore deu ao filme uma nota média de "B-" em uma escala de A+ a F.
Crítica
No site agregador de críticas Rotten Tomatoes, 34% das 132 avaliações dos críticos são positivas. O consenso diz: "A protagonista errada (...) e os personagens unidimensionais e irreais tornam essa sátira de classe [social] muito menos eficaz do que deveria ter sido." O Metacritic, que usa uma média ponderada, atribuiu ao filme uma pontuação de 43 em 100, baseado em 34 críticos, indicando críticas "mistas ou médias".